# Bartholomew (Exeter)
Bartholomew (auch Bartholomaeus Exoniensis; Bartholomaeus von Exeter; Bartholomew Iscanus) (* um 1110; † 14. oder 15. Dezember 1184) war ein anglonormannischer Geistlicher. Ab 1161 war er Bischof von Exeter.

## Herkunft und Ausbildung
Bartholomew stammte vermutlich aus Millières, einem Dorf im Cotentin in der Normandie. Ob Peter de Melir sein Vater oder sein Bruder war, ist ungeklärt. Ansonsten ist von seiner Familie fast nichts bekannt, außer dass er seinen Neffen Jordan und Harold als Bischof Ämter in der Diözese Exeter verschaffte. Bartholomew besaß gute Kenntnisse der Freien Künste, der Theologie und des Rechts, was auf ein Studium in Paris oder an anderen Schulen schließen lässt. Möglicherweise ist er mit dem Master Bartholomew identisch, der nach Walter Map um 1140 in Paris lehrte. 

## Laufbahn als Geistlicher
Nachweislich lebte Bartholomew ab den 1140er Jahren im Haushalt von Erzbischof Theobald von Canterbury, wo ab 1148 auch sein Freund Johannes von Salisbury lebte. Unter Bischof Robert von Exeter wurde er nach 1155 Archidiakon von Exeter, blieb aber auch weiter im Dienst von Erzbischof Theobald und im Kontakt mit Johannes von Salisbury. Als Bischof Robert 1160 starb, wurde Bartholomew wohl durch Förderung Theobalds zum neuen Bischof von Exeter gewählt. Möglicherweise wurde seine Wahl auch durch Kanzler Thomas Becket gefördert, während König Heinrich II. eigentlich Henry, dem Dekan von Mortain und Angehöriger der Familie Fitzharding mit dem Amt belohnen wollte. Bartholomew übergab daraufhin sein Amt als Archidiakon als Sinekure an Henry. Am 18. April 1161 wurde er durch Bischof Walter of Rochester zum Bischof geweiht.

## Bischof von Exeter

### Rolle im Streit zwischen Thomas Becket und König Heinrich II.
Als Bischof gewann Bartholomew rasch die Gunst des Königs. Im April 1162 reiste er im Auftrag von Heinrich II. in die Normandie, wo er sicherstellen sollte, dass Thomas Becket als Nachfolger des verstorbenen Theobald zum neuen Erzbischof von Canterbury gewählt wurde. Am 3. Juni nahm er an der Weihe von Becket zum Erzbischof teil. Zusammen mit Becket und weiteren Bischöfen nahm er im Mai 1163 am Konzil von Tours teil, das Papst Alexander III. einberufen hatte. Vor Herbst 1263 begann jedoch der erbitterte Streit zwischen Becket und dem König. Als Parteigänger des Königs war Bartholomew mit an dem Konflikt beteiligt, der die Beziehungen zwischen dem König und der Kirche schwer belastete. Im Oktober 1163 nahm Bartholomew an der Ratsversammlung in Westminster und im Januar 1164 an der königlichen Ratsversammlung in Clarendon teil. Im Oktober 1164 war er in Northampton anwesend, als Becket des Verrats beschuldigt wurde, worauf der Erzbischof ins Exil nach Frankreich flüchtete. Bartholomew gehörte der Gesandtschaft an, die im November 1164 zu Papst Alexander III. nach Sens reiste. Dort scheiterte jedoch der Versuch, den Papst zu überreden, päpstliche Legaten nach England zu senden, um den Streit zwischen König und Becket zu entscheiden. Nach diesem Fehlschlag versuchte Bartholomew sich weitestgehend aus dem Streit herauszuhalten. Über seinen Freund Johannes von Salisbury erhielt Bartholomew weiter Nachrichten und Neuigkeiten aus Reims, wo Becket im Exil lebte. Er selbst behielt aber sein gutes Verhältnis zum König bei. Zweifelsfrei sympathisierte er wie die meisten anderen englischen Bischöfe generell mit dem Erzbischof, der die Freiheit der Kirche gegen willkürliche Entscheidungen des Königs verteidigen wollte. In einer Bußpredigt verteidigte Bartholomew aber die traditionelle Sichtweise, wonach Geistliche, die gerechtfertigte königliche Befehle missachteten, dem Kirchenbann unterlagen. Damit kritisierte er Beckets Haltung, der selbst diese Geistlichen nicht der königlichen Gerichtsbarkeit unterstellen wollte. Dies zeigt, dass ihm wie vielen anderen Bischöfen klar war, dass Becket durch seinen Charakter und seine mangelhafte geistliche Ausbildung Mitschuld an der Eskalation des Konflikts trug.

### Dienst für den König nach der Ermordung Beckets
Nachdem sich der König und der Erzbischof im Juli 1170 in Fréteval offiziell ausgesöhnt hatten, kehrte Becket nach England zurück. Dann erfuhr Bartholomew jedoch, dass er zusammen mit den anderen Bischöfen, die die Einhaltung der Constitutions of Clarendon geschworen hatten oder die am 14. Juni an der von Becket angefochtenen Krönung des jungen Heinrich zum Mitkönig teilgenommen hatten, vom Papst als Bischof suspendiert worden war. Die päpstliche Bulle, mit der die Bischöfe suspendiert wurden, war von Becket noch vor seiner Rückkehr nach England weitergeleitet worden. Dies führte zum erneuten Bruch zwischen dem Erzbischof und dem König und schließlich zur Ermordung des Erzbischofs durch vier königliche Ritter Ende 1170. Nach der Ermordung Beckets erhielt Bartholomew die päpstliche Absolution, so dass er am 21. Dezember 1171 die durch den Mord verunreinigte Kathedrale von Canterbury neu weihen konnte. In seiner Predigt bezog sich Bartholomew auf Psalm 94,19: Wenn mir das Herz von tausend Sorgen schwer war, hast Du mich getröstet und wieder froh gemacht.
Nachdem sich der König mit dem Papst am 21. Mai 1172 in Avranches versöhnt hatte, konnte Bartholomew sowohl kirchlich wie auch politisch wieder eine größere Rolle spielen. Er diente sowohl als königlicher wie auch als päpstlicher Richter, wobei er als päpstlicher Richter häufig zusammen mit Bischof Roger von Worcester, einem Cousin des Königs tätig war. Von 1171 bis 1179 weilte er häufig am Königshof und stand hoch in der Gunst von Heinrich II.

### Wirken als Bischof
Bartholomew galt als fleißiger Bischof. Da er als Archidiakon in engem Kontakt zu seinem Vorgänger Bischof Robert gestanden hatte, konnte er unmittelbar dessen Arbeit fortsetzen. Seine Wahl zum Bischof war jedoch umstritten gewesen und hatte das Kathedralkapitel gespalten. Folglich übernahm Bartholomew nicht alle Mitglieder des Haushalts seines Vorgängers, sondern nur Balduin von Exeter sowie Robert Fitzgille. Balduin trat um 1170 in das Zisterzienserkloster Forde ein und wurde schließlich Erzbischof von Canterbury, sein Nachfolger als Archidiakon von Totnes wurde Robert Fitzgille. Roberts Halbbruder Johannes von Salisbury zog sich nach der Ermordung Beckets nach Exeter zurück. Er wurde um Mai 1173 zum Schatzmeister der Kathedrale ernannt, ehe er 1176 Bischof von Chartres wurde.
Nach dem Chronisten Gerald von Wales zählte Papst Alexander III. Bartholomew zusammen mit Roger von Worcester zu den vorbildlichsten Bischöfen Englands. Bartholomew verfasste mehrere theologische Abhandlungen, wobei er und Balduin von Exeter ihre Werke jeweils einander gewidmet haben sollen. Von ihm sind De libero arbitrio or De fatalitate et fato, eine Abhandlung über den freien Willen sowie die antijüdische Streitschrift Dialogus contra Judaeos sowie eine Sammlung von Predigten bekannt. Vor allem wurde aber sein Beichthandbuch Poenitentiale bekannt, dass im späten Mittelalter noch gedruckt wurde. Nach seinem Tod Ende 1184 wurde er in der Kathedrale von Exeter begraben. Der Kathedrale vermachte er zahlreiche liturgische Gewänder und Schmuckstücke.

## Werke
- Bartholomaei Exoniensis Contra fatalitatis errorem. Hrsg. Von David N. Bell. Brepols, Turnhout 1996, ISBN 2-503-04571-5
- Bartholomaeus Exoniensis: The Penitential (Poenitentiale). In: Adrian Morey: Bartholomew of Exeter, bishop and canonist. University Press, Cambridge 1937, S. 175–300